# Eufònia de carpó daurat
L'eufònia de carpó daurat (Euphonia cyanocephala) és un ocell de la família dels fringíl·lids (Fringillidae).

## Hàbitat i distribució
Habita la selva pluvial, bosc, vegetació secundària i matolls als turons i muntanyes de Sud-amèrica, a Colòmbia, Veneçuela, Trinitat i Guaiana, cap al sud, per l'oest dels Andes, fins al nord-oest del Perú i, a través de l'est de l'Equador, est del Perú, Bolívia i Amazònia, l'est i sud-est del Brasil fins Paraguai i nord de l'Argentina.